# Felicjan Szczęsny Kowarski

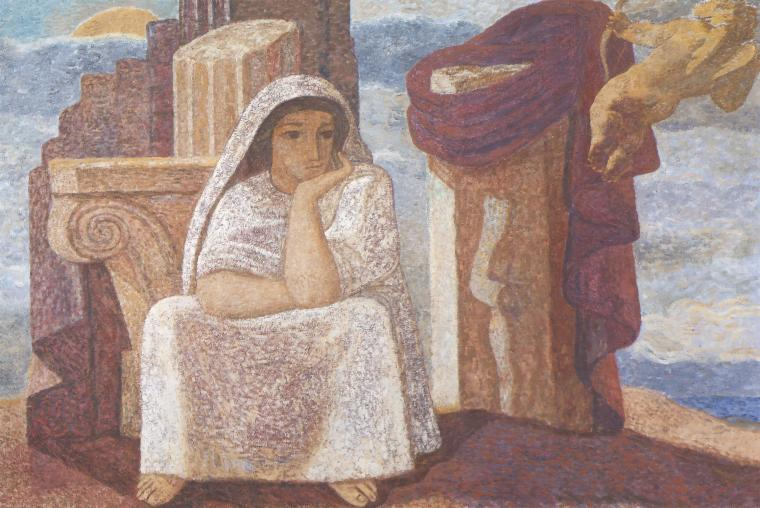
Elektra, 1947

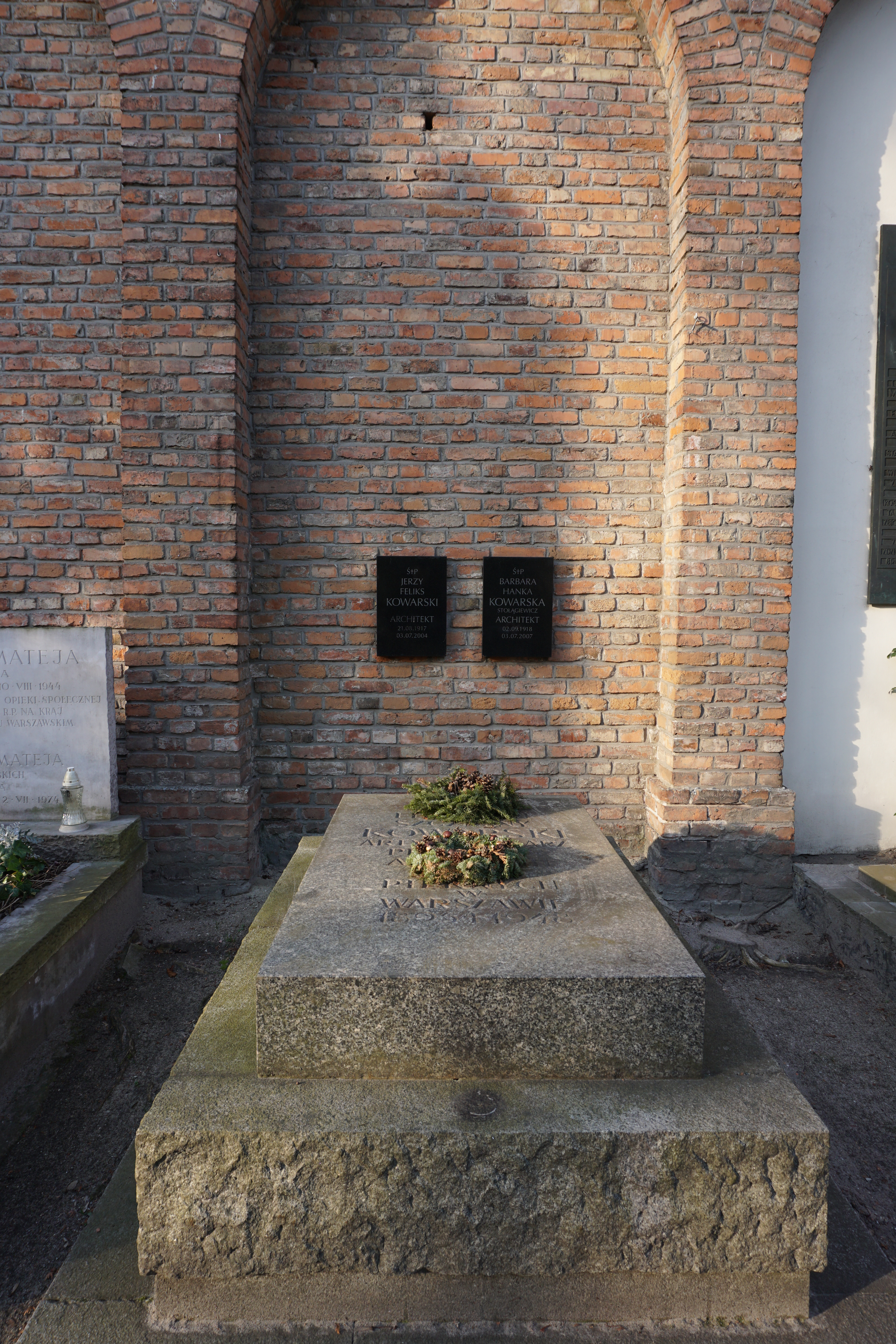
Grób Felicjana Szczęsnego Kowarskiego na cmentarzu Powązkowskim

Felicjan Szczęsny Kowarski (ur. 8 września 1890 w Starosielcach, zm. 22 września 1948 w Konstancinie) – polski malarz, rzeźbiarz, pedagog.

## Życiorys
Urodził się 8 września 1890 w Starosielcach, obecnej dzielnicy Białegostoku, w rodzinie kolejarza Feliksa i Wiktorii z Niewiarowskich. 
W latach 1902–1908 uczył się malarstwa w szkole artystycznej Odeskiego Towarzystwa Sztuk Pięknych, następnie studiował malarstwo w Cesarskiej Akademii Sztuk Pięknych w Petersburgu (1910–1918). W 1919 pracował w warszawskim zakładzie litograficznym Władysława Główczewskiego. Wiosną 1920 po przeprowadzce do Torunia, razem z Henrykiem Szczyglińskim i Henrykiem Nowiną-Czernym założyli Zakład Graficzny „Sztuka”, który działał do 1923. W latach 1923–1929 był profesorem malarstwa dekoracyjnego i monumentalnego Akademii Sztuk Pięknych w Krakowie, od 1930 był profesorem Akademii Sztuk Pięknych w Warszawie. Członek ugrupowań artystycznych Jednoróg, Pryzmat i Rytm. Członek zarządu Instytutu Propagandy Sztuki i Związku Zawodowego Polskich Artystów Plastyków.
Cechą malarstwa Kowarskiego jest monumentalizm formy. Oprócz malarstwa sztalugowego uprawiał malarstwo ścienne, w tym zespół plafonów na zamku wawelskim. Pod koniec życia zajmował się też rzeźbą. Krytycy sztuki dostrzegają w malarstwie Kowarskiego wpływy rosyjskiej grupy Świat Sztuki. W 1929 wykonał dekorację malarską plafonów w sali Pod Ptakami Zamku Wawelskiego w Krakowie. Wspólnie z Janem S. Sokołowskim otrzymał w konkursie Instytutu Propagandy Sztuki w Warszawie I nagrodę za projekty polichromii wnętrza katedry w Chełmie.
W okresie okupacji niemieckiej przebywał w Skierniewicach. W okresie powojennym kontynuował działalność pedagogiczną w warszawskiej ASP. Zachowując indywidualny styl malarstwa, stworzył kilka obrazów o tematyce społeczno-politycznej, jak „Proletariatczycy” (1948, w zbiorach warszawskiego Muzeum Narodowego). 
Zmarł w Konstancinie. Został pochowany na cmentarzu Powązkowskim w Warszawie (Aleja Zasłużonych-1-33)

### Małżeństwo
W 1936 poślubił Jadwigę Cyrulińską.

## Ordery i odznaczenia
- Krzyż Komandorski Orderu Odrodzenia Polski (pośmiertnie, 25 września 1948)[4]
- Krzyż Oficerski Orderu Odrodzenia Polski (11 listopada 1936)[5][6][7]
- Medal Pamiątkowy za Wojnę 1918–1921[3]
- Medal Dziesięciolecia Odzyskanej Niepodległości[3]
- Brązowy Medal za Długoletnią Służbę[3]